# 徳川生物学研究所
徳川生物学研究所（とくがわせいぶつがくけんきゅうじょ、略称：徳研）は、1917年（大正6年）に生物学の研究奨励を目的として、尾張徳川家第19代当主の徳川義親侯爵により設立された私立の生物学研究所。1914年9月に麻布富士見町の自邸内に設置された植物学研究室に由来し、1918年5月に東京府荏原郡平塚村小山（現・品川区武蔵小山）に開所、1932年（昭和7年）に東京府東京市豊島区目白に移転した。戦後の研究所長・田宮博らによるクロレラの大量培養研究で知られる。1970年（昭和45年）に閉鎖され、研究所はヤクルト本社に譲渡された。

## 沿革

### 設立
徳川義親は、1914（大正3）年7月に東京帝国大学理科大学植物学科（ないし生物学科）を卒業した後、1914年9月に麻布富士見町の自邸内に植物学研究室を設けて植物の研究を続けていたが、これを発展させて生物学研究所とする構想を抱き、1916（大正5）年12月に東京府荏原郡平塚村小山に土地を購入、1917年7月に研究室を徳川生物学研究所と改称し、1918年5月に小山に本格的な研究所を開設した。
研究所には本館のほか小温室、動物飼育舎などが併設され、研究所に隣接する実験用の圃場とあわせて敷地面積は約1,500坪あった。
設立の目的は、明治維新以来の殖産興業政策の中で不要不急の学問とされていた生物学の振興と研究者の奨励補助であった。
設立当初は植物細胞学者の桑田義備が所長を務めたが、翌1919年（大正8年）に桑田が京都帝国大学に転任したため徳川が自ら監督を行い、1923年（大正12年）に職制を定めて生物学者の服部広太郎が所長となった。
また、当時著名な生物学者だった石川千代松、三好学、藤井健次郎、柴田桂太および谷津直秀が研究所の評議員を務めた。
1924年（大正13年）4月17日付『朝日新聞』では、徳川、服部のほかに、鏑木外岐雄、江本義数、清棲幸保および大町文衛が研究員として紹介されており、1925年（大正14年）当時の研究員は徳川、服部、江本、大町、清棲の5人で、研究員歴のある人物として桑田、鏑木、戸田康保、篠遠喜人および名和長光の名が挙げられている。他に岸谷貞治郎、稲荷山資生、湯浅明、平山重勝、田宮博、山口清三郎、奥貫一男らが在籍していた。
1925年に昭和天皇が開設した生物学御研究所は徳川研究所を参考にしたといわれており、また当時徳川研究所の所長を務めていた服部が開設を取り仕切った。

### 移転
1931年（昭和6年）10月8日に研究所の管理は、同年設立された財団法人尾張徳川黎明会に移管され、旧研究所は形式的に解散して、翌1932年に東京府東京市豊島区目白に新しく完成した研究所建物に移転した。

### 戦時中
戦争中は、陸軍兵器行政本部、第7研究所との関係から研究内容の転換がはかられ、軍への援助が要請された。

### 戦後
戦後、尾張徳川家は華族制度の廃止により財産税の適用を受けて資産の約8割を喪失、また徳研が資金源としていた南満洲鉄道の株券が無価値となったため、財政難に陥った。研究所の運営は文部省や米国のロックフェラー財団・スローン・ケタリング財団から研究費の拠出を受けて維持された。
戦後には、柴田和雄、長谷栄二らが研究員に加わった。
戦後、研究所長となった田宮博らによるクロレラの大量培養の成功で、研究所の名前がよく知られるようになった。
1970年に、徳川黎明会は「現状ではもはや徳川を名乗る意味がない」として研究所を閉鎖した。閉鎖後、研究所は乳酸飲料会社（ヤクルト）に譲渡された。

## 業績

### 戦前の代表的な研究
当時研究所長代理だった田宮博が高宮篤、山口清三郎らと行なった呼吸酵素チトクローム研究は、日本の植物生理学の研究が世界的に認められた事例として1991年当時でも高く評価されていた。

### 徳川義親の研究
研究所を設立した徳川は、戦前には自身も研究を行い、研究所の業績集には下記6編（邦文4編、英文2編）が収録されている。
- 「柿の脱渋について（予報）」邦文（第1集）
- 「大火災後発生せる或糸状菌について（予報）」邦文（第1集、江本と連名）
- 「Lycoris属植物の種子形成に就て」邦文（第2集、江本と連名）
- 「柿の単寧細胞に関する知見」（第5集、湯浅明と連名）
- 「カンナのいくつかの園芸品種の細胞学的研究」英文（桑田と連名）
- 「大火災後発生せる或糸状菌について（本報）」英文（江本と連名）

徳川は、柿、リコリス属植物（ヒガンバナ）、カンナなど三倍体の植物に種子を形成させることができないかを研究していた。
その後は研究から遠ざかり、研究所の資金提供者としての役割に徹した。

### 戦後の代表的な研究
戦後注目を集めた田宮博によるクロレラの大量培養の研究は、戦前の呼吸の研究から発展したもので、研究の目的は同調培養の成功により光合成研究を進展させることだったが、大量培養が「世界の食糧危機を解決できる」「狭い国土におあつらえ向きの蛋白源」と喧伝され、研究所自体も世間の注目を集めることになった。

### 徳川生物学研究所輯報
『徳川生物学研究所輯報』は研究所の業績集。
- 邦文部 
  - 第1集 1925 NDLJP:984112
  - 第2集 1931 NDLJP:1143608
  - 第3集 1933 NDLJP:1143612
  - 第4集 1935 NDLJP:1143615
  - 第5集 1936 NDLJP:1115013
  - 第6集 1937 NDLJP:1115015
- 英文部 Studies from the Tokugawa Institute 1924- NCID AA00852083

## 関連文献
- 田宮, 博、小倉, 安之、柴田, 和雄、高宮, 篤、長谷, 栄二、柳田, 友道「徳研盛衰記‐田宮博氏に聴く徳川生物学研究所(座談会)」『自然』第25巻第9号、中央公論社、1970年9月、24-41頁、NDLJP:2359462。